# Arif Yanggi Rahman
Arif Yanggi Rahman (sinh ngày 20 tháng 2 năm 1994) là một cầu thủ bóng đá người Indonesia hiện tại thi đấu cho Persik Kediri ở Liga 2 ở vị trí tiền vệ.

## Sự nghiệp

### PSIS Semarang
Ở mùa giải Indonesia Soccer Championship 2016 B, Arif Yanggi gia nhập PSIS Semarang cùng với đồng đội ở Persip Pekalongan, Iwan Wahyudi. Anh có màn ra mắt trước Persekap Pasuruan và kết thúc với thắng lợi 3-1 cho PSIS Semarang.